# Galopp (dans)

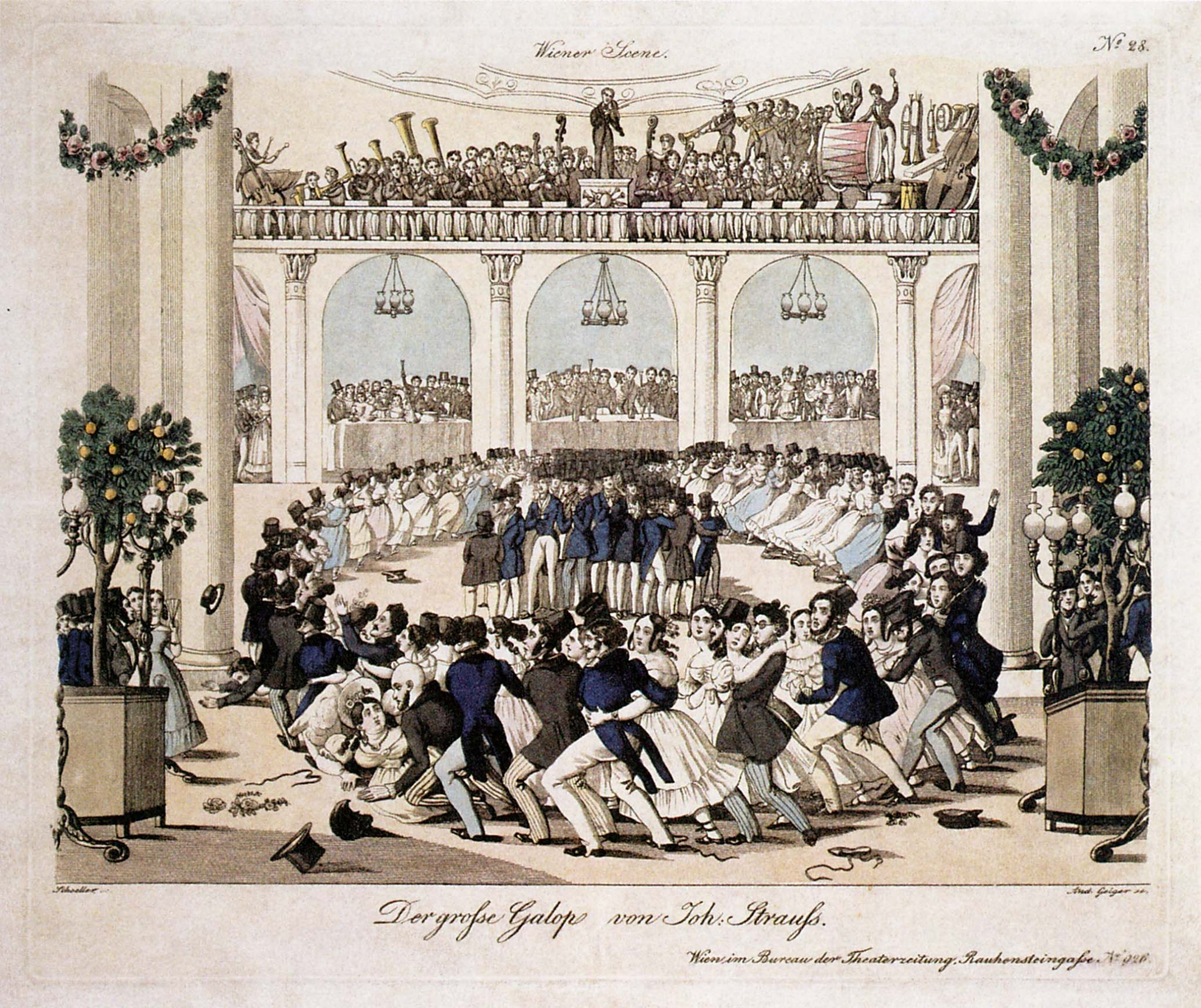
Galopp (dans)

Galopp (eller galoppad) är en livlig runddans i 2/4-takt, med en eller två trior, som härstammar från Tyskland, där den tidigare kallades Hopser eller Rutscher. Den infördes i balsalarna 1824 och blev mycket omtyckt, men dess föga estetiska karaktär hade redan i början av 1900-talet fått den att inte längre vara på modet.